# Кязи
Кязи (ингуш. Каьзи) — высокогорное село в Джейрахском районе Ингушетии.  Входит в сельское поселение Гули. Родовое село ингушского тейпа Коазой.

## География
Расположено в Джейрахском районе Ингушетии на границе с Грузией, в самом начале Салгинского ущелья. Напротив поселения Кязи возвышается гора Коазой-Лоам высотой более 3 тысяч метров. Здесь же находится храм Пане. Высота над уровнем моря: 1860 м. На территории древнего поселения Кязи сегодня расположена пограничная застава ФСБ России.
Родники Хьорхьаст 1 км, Бишт 1.2 км, Лялах 1.2 км, Каштын 1.5 км, Хяни 1.9 км, Магой-Джел 2 км, Галушпи 2.3 км.

## Население
| 2010 |
| ---- |
| 0    |